# داریو هوبنر
داریو هوبنر (انگلیسی: Dario Hübner؛ زادهٔ ۲۸ آوریل ۱۹۶۷) بازیکن فوتبال اهل ایتالیا است.
از باشگاه‌هایی که در آن بازی کرده‌است می‌توان به باشگاه فوتبال پروجا، باشگاه فوتبال آنکونا، باشگاه فوتبال برشا، باشگاه فوتبال پیاچنزا، باشگاه فوتبال چزنا، و باشگاه فوتبال یو. اس. پرگولیتزه اشاره کرد.